# Iván Tsarévich

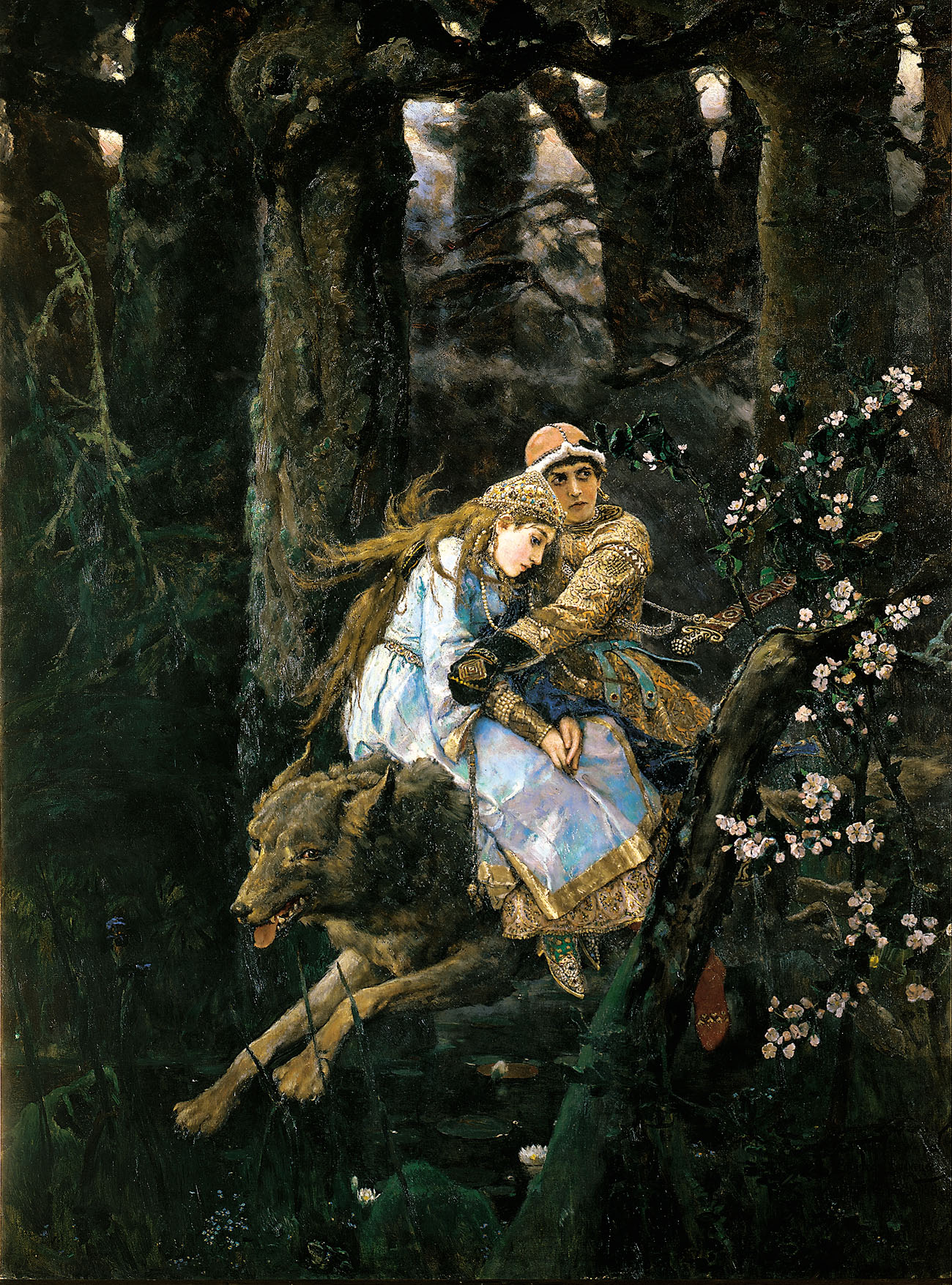
Iván Tsarévich cabalgando el Lobo Gris, de Víktor Vasnetsov, 1889.

Iván Tsarévich (en ruso: Ива́н Царе́вич o Иван-царевич, literalmente Juan, el príncipe, es decir zarévich) es uno de los principales héroes del folclore ruso, a menudo enzarzado en una disputa con Koschéi.
Está a menudo, pero no siempre, representado como el hijo más joven de tres hermanos. En el cuento "Los tres reinos", él, es hijo de Nastasya. En otras leyendas, se relaciona a Iván con varias esposas, incluyendo a Yelena, Vasilisa y Marya Morevna.

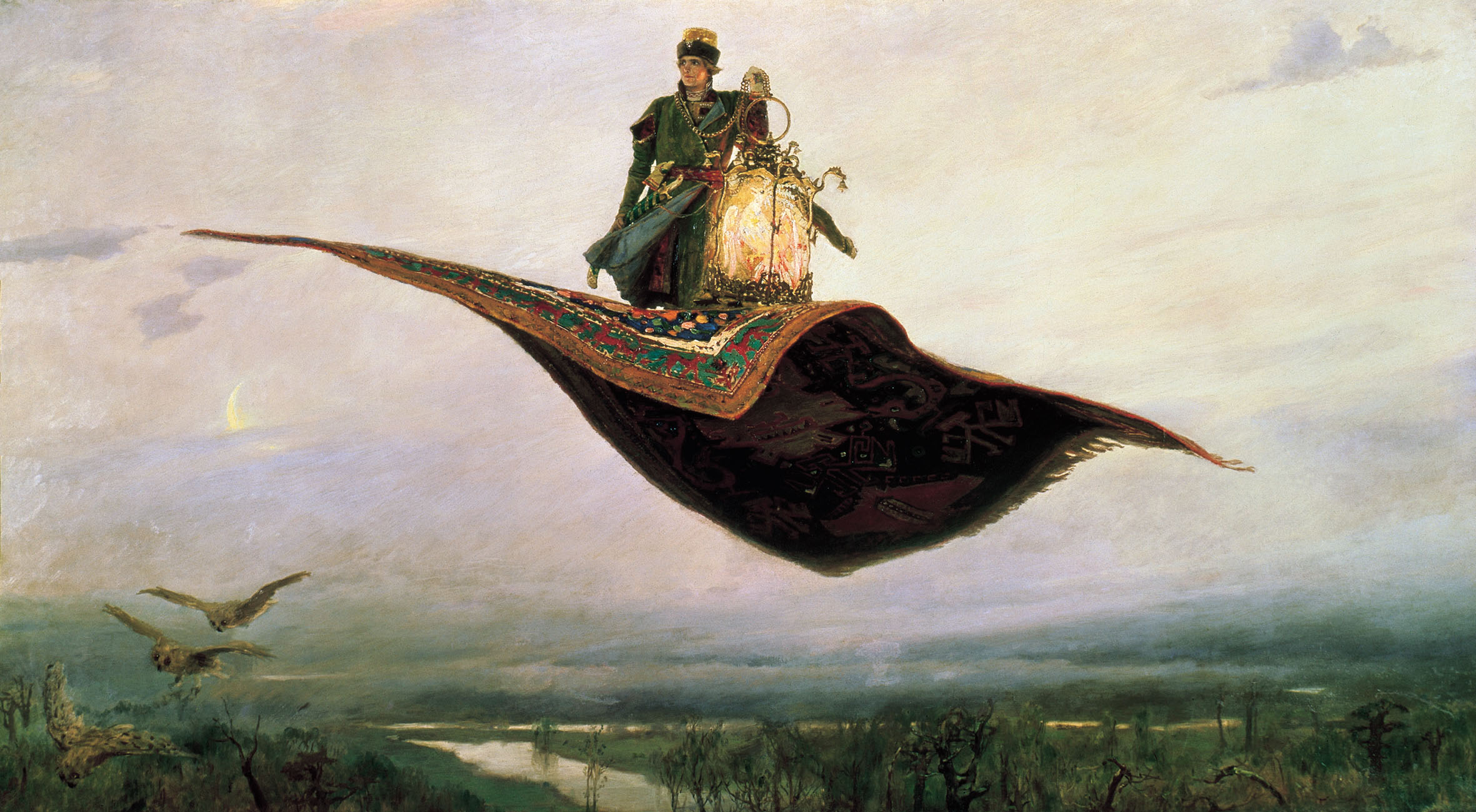
Iván Tsarévich y el Pájaro de fuego en una alfombra mágica.

Iván es a veces descrito como un chico con habilidades mágicas y portador de la espada Kladenets.
Algunos cuentos que narran aventuras de este joven son "Iván Tsarévich y el Lobo Gris", "La princesa rana", "El Rey del Mar y la sabia Vasilisa", y "Marya Morevna".
- Datos: Q1676032
- Multimedia: Ivan Tsarevich / Q1676032